# Харди, Джессика
Джессика Харди (англ. Jessica Hardy; род. 12 марта 1987, Ориндж, Калифорния) — американская пловчиха, олимпийская чемпионка 2012 года в комбинированной эстафете 4×100 метров, трёхкратная чемпионка мира и четырёхкратная чемпионка мира на короткой воде, обладательница национального рекорда США на дистанции 50 метров брассом (2014).

## Биография
Родилась 12 марта 1987 года в Оридже, штат Калифорния, США. Отец — Джордж Харди, мать — Дениз Робинсон. В 2005 году окончила классическую среднюю школу Вильсона в Лонг-Бич. 5 октября 2013 года Джессика вышла замуж за швейцарского пловца Доминика Мейхтри. В 2016 году окончила университет штата Аризона со степенью бакалавра.

## Карьера
На международной арене дебютировала в 2005 году. Перед Олимпиадой в Пекине у Джессики Харди в крови нашли запрещённый препарат кленбутерол, она была дисквалифицирована на один год и не смогла принять участие в тех играх. В составе сборной команды США участвовала в олимпийских играх 2012; чемпионатах мира по водным видам спорта 2005, 2007, 2011, 2013, 2015; чемпионатах мира по плаванию на короткой воде 2006, 2008, 2010, 2012.